# Ralph Hartley
Ralph Vinton Lyon Hartley (30 de noviembre de 1888 - 1 de mayo de 1970) fue un ingeniero estadounidense, investigador pionero en el campo de la electrónica. Inventó el oscilador Hartley, ideó la transformada de Hartley, y contribuyó a desarrollar los fundamentos de la teoría de la información. 

## Biografía
Hartley nació en Sprucemont (Nevada). Asistió a la Universidad de Utah, donde se graduó en 1909. Se convirtió en Rhodes Scholar en el St Johns College de la Universidad de Oxford en 1910, y  obtuvo una licenciatura en 1912 y un grado en 1913. Se casó con Florence Vail de Brooklyn el 21 de marzo de 1916. Los Hartley no tuvieron hijos. 
Regresó a los Estados Unidos y trabajó en el Laboratorio de Investigación de la Western Electric. En 1915 estuvo a cargo del desarrollo del receptor de radio para las pruebas del Sistema Bell de radioteléfono transatlántico. Para ello, desarrolló el oscilador Hartley y también un circuito neutralizador para eliminar el ruido resultante del acoplamiento interno de los triodos. La patente para el oscilador se presentó el 1 de junio de 1915 y se otorgó el 26 de octubre de 1920. 
Durante la Primera Guerra Mundial estableció los principios que llevaron al diseño de los primeros localizadores direccionales de sonido. 
Después de la guerra regresó a la Western Electric. Más adelante trabajó en los Laboratorios Bell. Realizó una investigación sobre repetidores y acerca de la transmisión de la voz sobre una onda portadora, y formuló la ley de que "la cantidad total de información que se puede transmitir es proporcional al rango de frecuencia transmitida y al tiempo de la transmisión". Su artículo de 1928 es considerado como "el requisito previo más importante" para la teoría de la información de Shannon. Después de una década alejado del trabajo por una enfermedad, regresó a los Laboratorios Bell en 1939 como consultor. 
A pesar de su enfermedad durante la mayor parte de la década de 1930, Hartley había formado un grupo de investigación teórica y experimental en los Laboratorios Bell a partir de 1929 para investigar las oscilaciones no lineales y lo que luego se conoció como amplificadores paramétricos. Esta investigación fue en su mayoría paralela al trabajo realizado al mismo tiempo en la Rusia soviética por Leonid Mandelshtam y en Europa por Balthasar van der Pol. Mumford publicó una breve reseña y una extensa bibliografía en 1960. El trabajo de los Laboratorios Bell se llevó a cabo bajo la guía de Hartley durante las décadas de 1930 y 1940, a cargo de John Burton y de Eugene Peterson (quienes habían desarrollado sus propias investigaciones sobre circuitos no lineales desde 1917, cuando habían observado características inusuales mientras trabajaban con los moduladores magnéticos con una forma temprana de amplificador magnético diseñado por Ernst Alexanderson). Peterson más tarde hizo que John Manley y Harrison Rowe participaran en esta línea de investigación durante la década de 1940, que culminó con las ahora famosas relaciones Manley-Rowe y varios documentos de estos dos últimos autores sobre el tema de los circuitos paramétricos a mediados de la década de 1950. 
Durante la Segunda Guerra Mundial estuvo particularmente involucrado con problemas de servomecanismos. 
Se retiró de los Laboratorios Bell en 1950 y murió el 1 de mayo de 1970. Su legado incluye la denominación en su memoria del hartley, una unidad de información igual a un dígito decimal.

## Premios
- Medalla de Honor IRE, 1946, por su oscilador y la ley de proporcionalidad de la información. Este fue un premio del Instituto de Ingenieros de Radio que luego se fusionó con el Instituto de Ingenieros Eléctricos y Electrónicos. El premio pasó a ser la Medalla de Honor IEEE.

- Miembro de la Asociación Americana para el Avance de la Ciencia

## Publicaciones
(Relación probablemente incompleta)
- Hartley, R.V.L., "The Function of Phase Difference in the Binaural Location of Pure Tones," Physical Review, Volume 13, Issue 6, pp 373–385, (June 1919).
- Hartley, R.V.L., Fry T.C.,"The Binaural Location of Pure Tones", Physical Review, Volume 18, Issue 6, pp 431 – 442, (December 1921).
- Hartley, R.V.L., "Relations of Carrier and Side-Bands in Radio Transmission", Proceedings of the IRE, Volume 11, Issue 1, pp 34 – 56, (February 1923).
- Hartley, R.V.L., "Transmission of Information", , Bell System Technical Journal, Volume 7, Number 3, pp. 535–563, (July 1928).
- Hartley, R.V.L., "A Wave Mechanism of Quantum Phenomena", Physical Review, Volume 33, Issue 2, Page 289, (1929) (abstract only)
- Hartley, R.V.L., "Oscillations in Systems with Non-Linear Reactance", The Bell System Technical Journal, Volume 15, Number 3, pp 424 – 440, (July 1936).
- Hartley, R.V.L., "Excitation of Raman Spectra with the Aid of Optical Catalysers", Nature, Volume 139, pg 329 - 329, (20 February 1937)
- Hartley, R.V.L., "Steady State Delay as Related to Aperiodic Signals", Bell System Technical Journal, Volume 20, Number 2, pp 222 – 234, (April 1941).
- Hartley, R.V.L., "A More Symmetrical Fourier Analysis Applied to Transmission Problems," Proceedings of the IRE, Volume 30, Number 2, pp. 144–150 (March 1942).
- Hartley, R.V.L., "Note on the Application of Vector Analysis to the Wave Equation", Journal of the Acoustical Society of America, Volume 22, Issue 4, pg 511, (1950).
- Hartley, R.V.L., "The Significance of Nonclassical Statistics", Science, Volume 111, Number 2891, pp 574 – 576, (May 26, 1950)
- Hartley, R.V.L., "Matter, a Mode of Motion", Bell System Technical Journal, Volume 29, Number 3, pg 350 - 368, (July 1950).
- Hartley, R.V.L., "The Reflection of Diverging Waves by a Gyrostatic Medium", Bell System Technical Journal, Volume 29, Number 3, pp 369 – 389, (July 1950),
- Hartley, R.V.L., "A New System of Logarithmic Units", Proceedings of the IRE, Volume. 43, Number 1, pg 97, (January 1955).
- Hartley, R.V.L., "New System of Logarithmic Units", Journal of the Acoustical Society of America, Volume 27, Issue 1, pp 174 – 176, (1955)
- Hartley, R.V.L., "Information Theory of The Fourier Analysis and Wave Mechanics", August 10, 1955, publication information unknown.
- Hartley, R.V.L., "The Mass of a Wave Particle", July 30, 1955, unpublished manuscript, copies available from the Niels Bohr Library & Archives, American Institute of Physics, College Park MD
- Hartley, R.V.L., "The Mechanism of Gravitation", January 11, 1956, unpublished manuscript; copies available from the Niels Bohr Library & Archives, American Institute of Physics, College Park MD
- Hartley, R.V.L., "The Mechanism of Electricity and Magnetism", June 14, 1956, unpublished manuscript, copies available from the Niels Bohr Library & Archives, American Institute of Physics, College Park MD
- Hartley, R.V.L., "Rotational Waves in a Turbulent Liquid", Journal of the Acoustical Society of America, Volume 29, Issue 2, pp 195 – 196, (1957)
- Hartley, R.V.L., "A Mechanistic Theory of Extra-Atomic Physics", Philosophy of Science, Volume 26, Number 4, pp 295 – 309, (October 1959)